# 金银彩绣
金银彩绣是浙江省宁波市的一项传统刺绣工艺，主要特色为使用金银丝线与其他丝线混合，刺绣于丝绸制品，与朱金木雕、泥金彩漆并称宁波传统工艺“三金”。主要作品包括官服、戏服、室内陈设用品等。2011年6月，宁波金银彩绣被列入国家级非物质文化遗产。